# 인천박문초등학교
인천박문초등학교(仁川博文初等學校)는 대한민국 인천광역시 연수구 동춘1동에 있는 사립 초등학교이다. 인천시내의 초등학교 중에서는 인천신흥초등학교(1884년 개교), 영화초등학교(1892년 개교) 다음으로 오래 된 학교이기도 하다.
1공 당시에 부통령 등을 지낸 이후 2공 당시에는 국무총리 등을 역임했던 장면 박사가 이 학교 출신(2회 졸업생)이다. 가톨릭계 학교로 천주교 인천교구(학교법인 가톨릭 교육재단)에서 관리하고 있다. 개교 초창기에는 신부가 교장을 맡았으나, 현재는 수녀가 교장직을 수행하고 있다.
과거에는 학교를 운영하는 수녀회(샬트르 수녀회)가 같은 서울 계성초등학교와 많은 교류를 가졌으나, 2006년 학교 운영권이 노틀담 수녀회로 이관되었다.

## 학교 연혁
- 1900년 9월 1일: 김교원과 강준이 인천항 박문학교를 개교 (6학급 489명)[1]
- 1909년 3월 1일: 프랑스인 전학준 신부가 설립자 겸 초대 교장으로 취임
- 1912년 6월 26일: 프랑스인 Sr. Emmanuel이 박문학교 여자부 창립
- 1925년 11월 17일: 인천박문보통학교 승격
- 1938년 4월 1일: 교육령 개정으로 인천박문심상소학교로 개칭
- 1941년 4월 1일: 교육령 개정으로 인천박문학교로 개칭
- 1964년 3월 28일: 설립자를 '학교법인 가톨릭 교육재단'으로 변경
- 1974년 12월 9일: 학급 변경 인가 (6개 학년 18학급)
- 1996년 3월 1일: 교육법 개정으로 인천박문초등학교로 개칭
- 2000년 9월 1일: 개교 100주년 기념 행사 (인천종합문화예술회관)
- 2001년 9월 1일: 신축교사로 학교 이전 (중구 답동 → 연수구 동춘동(현위치))
- 2002년 4월 18일: 학교 재단 이사장으로 최기산 보니파시오 주교 취임
- 2006년 3월 1일: 제15대 교장 윤명숙 수녀 취임
- 2009년 3월 2일: 현대화 과학실 개관
- 2014년 10월 1일:제16대 교장 조수영 수녀 취임
- 2018년 3월 2일: 제17대 교장 박원희 수녀 취임

## 학교 동문
2005년 동문회 사이트를 개설하였다.

## 같이 보기
- 계성초등학교
- 장면

## 참고 자료
- 인천박문초등학교 - 한국교육학술정보원 학교알리미